# Liste des œuvres de Marguerite Canal

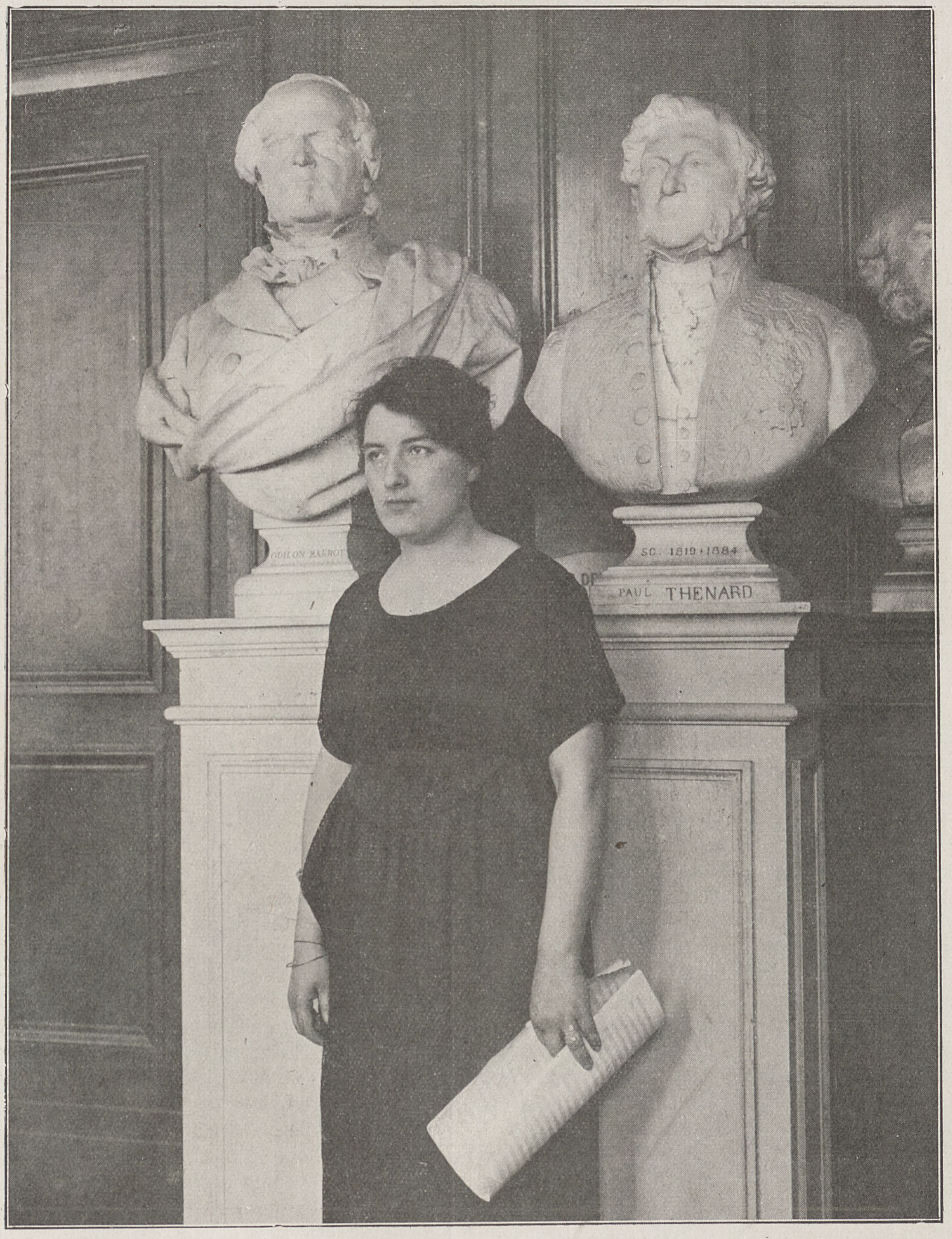
Marguerite Canal en 1920.

Cette liste regroupe les œuvres de Marguerite Canal telles que recensées dans l'ouvrage de la musicologue Carole Bertho-Woolliams consacré aux compositrices lauréates du Prix de Rome, publié en 2019.

## Liste des œuvres
| Titre                            | Date      | Formation                         | Édition              | Notes |
| -------------------------------- | --------- | --------------------------------- | -------------------- | --- |
| Les Roses de Saadi               | 1908/1921 | chant et piano                    | Jamin (1923)         | |
| Chanson du rouet                 | 1908      | chant et piano / orchestre        | Jamin (1920, 1924)   | mélodie également transcrite pour petit orchestre avec piano conducteur ; fait aussi partie des 6 Chansons écossaises |
| Lied                             | 1913      | violon ou violoncelle et piano    | Jamin (1923)         | |
| Annie                            | 1913      | chant et piano                    | Jamin (1920)         | fait aussi partie des 6 Chansons écossaises                                                                           |
| La fille aux cheveux de lin      | 1913      | chant et piano                    | Jamin (1920)         | fait aussi partie des cent mélodies et des 6 Chansons écossaises                                                      |
| Fugue et Chœur                   | 1914      |                                   |                      | épreuves préliminaires au Prix de Rome                                                                                |
| Je sais des airs anciens         | 1915      | chant et piano                    | Jamin (1920)         | |
| La tête de Kenwarch              | 1915      | chant et orchestre                | Jamin (1924)         | |
| Nanny                            | 1915      | chant et piano                    | Jamin (1924)         | fait aussi partie des 6 Chansons écossaises                                                                           |
| Jane                             | 1917      | chant et piano                    | Jamin (1920)         | fait aussi partie des 6 Chansons écossaises                                                                           |
| Fugue et Chœur                   | 1918      |                                   |                      | épreuves préliminaires au Prix de Rome                                                                                |
| Don Juan                         | 1920      | voix et orchestre                 |                      | cantate du Prix de Rome                                                                                               |
| Élévation                        | 1920      | violon ou violoncelle             | Jamin (1925)         | |
| Six Chansons écossaises          | 1920      | chant et piano                    | Jamin (1921)         | |
| Chansons chinoises               | 1920      | chant et piano                    | Jamin (1925)         | 7 pièces |
| Le Miroir                        | 1920      | chant et piano                    | Jamin (1924)         | envoi de Rome |
| Arabesque                        | 1921      | piano ou orchestre                | Jamin (1924)         | envoi de Rome |
| Au jardin de l'infante           | 1921      | chant et piano                    | Jamin (1921)         | envoi de Rome |
| Musique                          | 1921      | chant et piano                    | Jamin (1924)         | envoi de Rome |
| Berceuse pour Félice             | 1921      | chant et piano                    | Jamin (1921)         | |
| Romance                          | 1921      | chant et piano                    | Jamin (1921)         | |
| La Flûte de Jade                 | 1922      | chant et piano                    | Jamin (1925)         | envoi de Rome |
| Requiem                          | 1922      | œuvre non orchestrée              |                      | envoi de Rome |
| Idylle                           | 1922      | violon ou violoncelle et piano    | Jamin (1923)         | opus 20 |
| Sonate                           | 1922      | violon et piano                   | Jamin (1926)         | envoi de Rome |
| Myro                             | 1923      | chant et piano                    | Jamin (1923)         | transcription pour orchestre par Jacques Nima                                                                         |
| Arabesque                        | non daté  | piano                             | Jamin (1924)         | |
| Chanson pour Nanny               | 1924      | chant et piano ou petit orchestre | Jamin (1924)         | |
| Élévation                        | 1924      | violon ou violoncelle et piano    | Jamin (1925)         | |
| Près du moulin                   | 1924      | violon et piano                   | Jamin (1925)         | |
| Spleen                           |           | quintette et violoncelle          | Jamin (1924)         | |
| Le Bonheur est dans le pré       | 1928      | chant et piano                    | Enoch (1928, 1931)   | |
| Trois Chants                     | 1928      | chant et piano                    | Chez l'auteur (1928) | extrait du Cantique des cantiques                                                                                     |
| Prière                           | 1930      | chant et piano                    | Ghidone (1930)       | |
| Trois esquisses méditerranéennes | 1931      | piano                             | Heugel (1930)        | |
| Pages enfantines                 | 1931      | piano                             | Heugel (1931)        | 7 petites pièces |
| Trois pièces romantiques         | 1931      | piano                             | Enoch (1931)         | |
| Nocture                          | 1931      | piano                             | Enoch                | |
| Chanson de route                 | 1931      | chant et piano                    | Enoch (1931)         | |
| L'Image                          | 1931      | chant et piano                    | Enoch (1931)         | |
| Valse mélancolique               | 1931      | piano                             | Enoch                | |
| Chansons et rondes enfantines    | 1935      | chant et piano                    | Lemoine (1935)       | 10 mélodies |
| Thème et Variations              | 1936      | hautbois et piano                 | Gras (1936)          | morceau de concours du Conservatoire de Paris                                                                         |
| Ma petite fille est si blonde    | 1937      | chant et piano                    | Eschig (1937)        | berceuse |
| Le petit cimetière               | 1937      | chant et piano                    | Lemoine (1937)       | |
| Largue la voile                  | 1938      | chant et piano                    | Lemoine (1938)       | |
| Chansons pour Michel et Miquette | 1939      | chant et piano                    | Eschig (1939)        | |
| J'ai rêvé d'un port              | 1939      | chant et piano                    | Lemoine (1939)       | |
| Ma maison d'enfance              | 1939      | chant et piano                    | Lemoine              | |
| Amours tristes                   | 1939      | chant et piano                    | Lemoine (1940)       | |
| Bien loin d'ici                  | 1940      | chant et piano                    | Lemoine (1940)       | |
| Madrigal triste                  | 1940      | chant et piano                    | Lemoine (1940)       | |
| Recueillement                    | 1941      | chant et piano                    | Lemoine (1947)       | |
| Le regard éternel                | non daté  | chant et piano                    | Lemoine (1947)       | |
| L'Amour marin                    | 1947      | chant et piano                    | Lemoine (1947)       | 2 mélodies |
| Chanson à l'aube                 | 1947      | chant et piano                    | Lemoine (1947)       | |
| Amour partant                    | 1948      | chant et piano                    | Eschig (1948)        | |
| Dormeuse                         |           | chant et piano                    | Eschig (1948)        | |
| Fileuse                          |           | chant et piano                    | Eschig (1948)        | |
| Pour endormir l'enfant           |           | chant et piano                    | Eschig (1948)        | |
| Quatre berceuses                 |           | chant et piano                    | Eschig (1948)        | |
| Sous l'vent du nord              | non daté  | chant et piano                    |                      | |